# ベルナール・ラマ
ベルナール・ラマ（Bernard Lama, 1963年4月7日 - ）は、フランス、アンドル＝エ＝ロワール県サン＝サンフォリアン出身の元サッカー選手。ポジションはゴールキーパー。

## 経歴
フランス領ギアナにルーツを持つ、フランスW杯優勝メンバーの一人。
1993年、フランス代表デビュー。EURO1996では正GKを務め、チームはベスト4まで進出した。フランスW杯およびEURO2000ではファビアン・バルテズの控えとして、優勝を果たした。
クラブでは主にリール、パリ・サンジェルマンで活躍し、2001年、レンヌで現役に幕を下ろした。
2006年、ケニア代表への監督就任が発表されたが、2か月で解任された。

## 代表歴
- フランス代表
  - 代表デビュー：1993年2月17日 vs イスラエル
  - 1996年 EURO1996
  - 1998年 フランスW杯 優勝
  - 2000年 EURO2000 優勝

### 試合数
- 国際Aマッチ 44試合 0得点（1993年-2000年）[1]

| フランス代表 | 国際Aマッチ | 国際Aマッチ |
| 年           | 出場        | 得点        |
| ------------ | ----------- | ----------- |
| 1993         | 8           | 0           |
| 1994         | 8           | 0           |
| 1995         | 7           | 0           |
| 1996         | 11          | 0           |
| 1997         | 1           | 0           |
| 1998         | 5           | 0           |
| 1999         | 1           | 0           |
| 2000         | 3           | 0           |
| 通算         | 44          | 0           |